# Jared Abrahamson
Jared Abrahamson (Flin Flon, 19 novembre 1986) è un attore canadese.

## Biografia
Jared Abrahamson è nato il 19 novembre 1986 a Flin Flon, in Canada, si appassiona alla recitazione dopo essere apparso in diverse produzioni televisive.

## Carriera
Jared Abrahamson ha iniziato la sua carriera di attore recitando in diversi telefilm come Diario di una nerd superstar, Fear the Walking Dead, Travelers e The Changeling - Favola di New York. In Travelers lui interpretava Trevor Holden, che era uno dei personaggi principali.
Nel 2019, è nel cast principale del film Like a House on Fire, scritto e diretto da Jesse Noah Klein. Nel 2024 partecipa al film Venom: The Last Dance di Kelly Marcel, l'ultimo capitolo della trilogia cinematografica.

## Filmografia

### Cinema
- Hollow in the land, regia di Bart Layton (2017)
- American Animals, regia di Bart Layton (2018)
- The Curse of Audrey Earnshaw, regia di Thomas Robert Lee (2020)
- Like a House on Fire, regia di Jesse Noah Klein (2020)
- On the Count of Three, regia di Jerrod Carmichael (2021)
- Asleep in My Palm, regia di Henry Nelson (2023)
- Venom: The Last Dance, regia di Kelly Marcel (2024) )

### Televisione
- Diario di una nerd superstar – serie TV, 5 episodi (2014-2015)
- Fear the Walking Dead – serie TV, 2 episodi (2015)
- Travelers – serie TV, 34 episodi  (2016-2018)
- Letterkenny – serie TV, 2 episodi (2019-2020)
- Ramy – serie TV, 3 episodio (2020-2022)
- The Changeling - Favola di New York – serie TV, 3 episodi (2023)
- The Penguin – serie TV, 3 episodi (2024)

## Doppiatori italiani
Nelle versioni in italiano delle opere in cui ha recitato, Jared Abrahamson è stato doppiato da:
- Simone Crisari in Travelers, American Animals
- Francesco Testa in Detour - Fuori controllo
- Alberto Franco in Venom: The Last Dance